# 科尔科讷
科尔科讷（法語：Corconne，法語發音：[kɔʁkɔn]）是法国加尔省的一个市镇，属于勒维冈区。

## 地理
科尔科讷（43°52'19"N, 3°56'22"E）面积12.98 平方千米，位于法国奧克西塔尼大區加尔省，该省份为法国南部沿海省份，南端濒地中海，北起顺时针与阿尔代什省、沃克吕兹省、罗讷河口省、埃罗省、阿韦龙省和洛泽尔省接壤。
与科尔科讷接壤的市镇（或旧市镇、城区）包括：布鲁泽莱基萨克、利乌克、蓬皮尼昂、克拉雷、索沃、索泰拉尔格、瓦基耶尔。

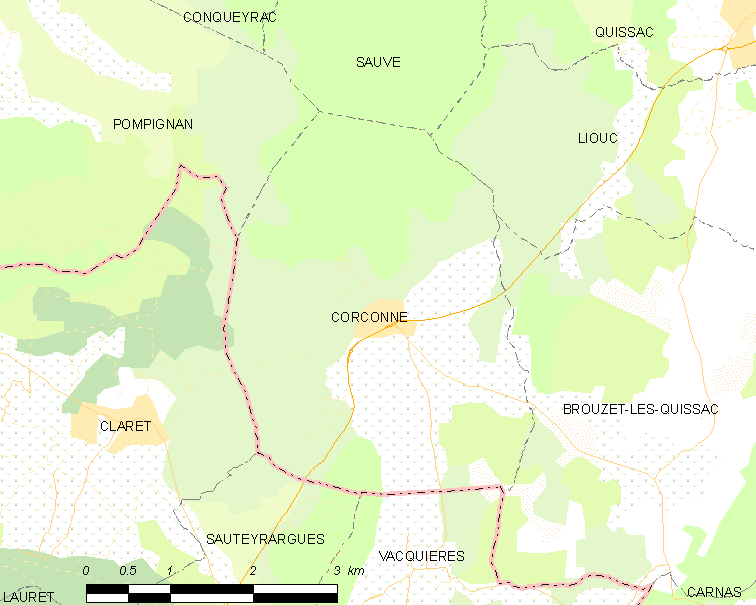
科尔科讷的OSM定位图

科尔科讷的时区为UTC+01:00、UTC+02:00（夏令时）。

## 行政
科尔科讷的邮政编码为30260，INSEE市镇编码为30095。

## 政治
科尔科讷所属的省级选区为基萨克县。

## 人口

1962-2008年间科尔科讷人口变化图示

科尔科讷于2022年1月1日时的人口数量为620人。